# 本橋弘隆
本橋 弘隆（もとはし ひろたか、1961年11月9日 - ）は、日本の政治家。都民ファーストの会所属の東京都議会議員（3期）。第50代東京都議会副議長。元豊島区議会議員（5期）。都市整備委員会委員長、予算委員会委員長を歴任した。政治家としての議会登録名などは、本橋 ひろたか。
2016年東京都知事選挙において、当時所属していた自由民主党の方針に反し、現東京都知事の小池百合子を応援したため、自民党東京都連から除名処分を受けた通称「7人の侍」の一人としてマスコミに取り上げられた。

## 経歴
1961年11月9日、東京都豊島区高松生まれ。豊島区立高松小学校、豊島区立千川中学校、立教高等学校、立教大学法学部卒業。不動産管理業を経て、1999年に豊島区議会議員選挙に自由民主党公認で立候補し、以降5期連続当選。
2016年東京都知事選挙において、小池百合子候補を支援し、自民党東京都連から除名処分を受ける。
2016年9月16日、自らを代表、会計責任者を音喜多駿として政治団体「都民ファーストの会」の届け出を都選挙管理委員会に提出し、9月20日に政治団体「都民ファーストの会」が発足した。
12月13日、除名処分を受けた豊島区議4人とともに区議会自由民主党会派から離脱し、自らを幹事長として新会派「都民ファーストの会豊島区議団」を結成し、豊島区議会議長に届け出た。
2017年7月2日投開票が行われた東京都議会議員選挙では、豊島区選挙区で都民ファーストの会公認で出馬し、44556票を得て初当選。
2019年、都民ファーストの会選挙対策委員長に就任。
2021年7月4日投開票が行われた東京都議会議員選挙では、豊島区選挙区で都民ファーストの会公認で出馬し、24586票を得て再選。7月23日に令和3年第1回臨時会で正副議長選挙が行われ、第50代都議会副議長に就任した。
2025年6月22日投開票の東京都議会議員選挙で3選。

## 不祥事

### 豊島区議会事務局職員に対するパワハラ行為
2016年12月13日、自らを代表として「都民ファーストの会豊島区議団」を結成したことに伴って、その後の最初の豊島区議会が開かれた2017年2月17日に議席の移動が行われたが、自分の氏名柱を持って移動しなければならないことに対して、事務局職員に大声を上げ恫喝した。これを受けて、6月13日に豊島区議会自由民主党区議団を中心としてパワーハラスメント防止決議を提出、可決された。